# Buxerolles (Vienne)
Buxerolles ist eine französische Gemeinde mit 10.253 Einwohnern (Stand: 1. Januar 2022) im Département Vienne in der Region Nouvelle-Aquitaine. Die Einwohner heißen Buxerollois.

## Geographie
Buxerolles liegt am östlichen Ufer des Flusses Clain und wird umgeben von den Nachbargemeinden Chasseneuil-du-Poitou im Norden, Montamisé im Nordosten, Poitiers im Osten, Süden und Westen sowie Migné-Auxances im Nordwesten.
Durch Buxerolles führt der Via Turonensis, der nördlichste Jakobsweg und die Route nationale 147 (zugleich Europastraße 62).

## Sehenswürdigkeiten
- Kirche Saint-Philippe-et-Saint-Jacques

## Demographie
| Einwohner                                                  | 3.293 | 4.064 | 5.156 | 5.466 | 6.337 | 8.787 | 9.478 | 10.007 |
| Ab 1962 offizielle Zahlen ohne Einwohner mit Zweitwohnsitz |       |       |       |       |       |       |       |        |

## Gemeindepartnerschaften
Mit der spanischen Gemeinde La Robla in Kastilien und León verbindet Buxerolles eine Gemeindepartnerschaft. Freundschaftliche Beziehungen bestehen weiterhin zu der türkischen Gemeinde Datça in der Provinz Muğla am Mittelmeer und der italienischen Stadt Belluno in Venetien.